# Йехиам (крепость)
Йехиа́м (ивр. מבצר יחיעם‎, араб. قلعة جدين‎) — руины крепости эпохи крестоносцев и османского периода в западной Галилее, Израиль. В 1967 объявлены национальным парком.
Руины расположены над вади Йехиам, на утёсе, где преобладает дуб каллепринский. На юго-западном склоне национального парка были найдены захоронения и руины церкви VI века, а также римские руины; раскопки там не проводились.
Какие-либо документы эпохи крестоносцев, касающиеся крепости, отсутствуют. Считается, что в середине XII века на этом месте появилось укреплённое сельскохозяйственное поселение. Вероятно, оно являлось частью феода Мергельколон (ныне Мажд-эль-Курум). В 1208 году Тевтонский орден приобрёл эту землю у Стефании де Мильи. В 1240-х годах тевтоны построили здесь крепость Джудин (Judyn), но в 1265 году она была разрушена Бейбарсом. В 1280 проезжающий здесь немецкий путешественник Бурхард де Монте Сион писал о них, как о руинах тевтонской крепости.
В начале XVIII века замок стал частью владений местного шейха Махд-аль-Хусейна. В 1738 году его захватил Захир аль-Умар, подчинивший себе Галилею, и отстроил заново. Большая часть сохранившихся укреплений — того периода. Во время крестьянского восстания 1834 года восставшие забаррикадировались в крепости, которую обстреливали с соседней горы пушки Ибрагима-паши.
В 1946 году группа еврейских поселенцев из организации Ха-шомер ха-цаир решила основать здесь киббуц. Первые поселенцы жили в полуразрушенном замке. В память о Йехиаме Вайце, погибшем при взрыве мостов аз-Зиба, киббуц назвали Йехиам. После провозглашения независимости государством Израиль Йехиам был атакован силами Второго ярмукского батальона Арабской освободительной армии под командованием Адиба аш-Шишакли. Осаждённые укрепились в замке и два месяца отбивали атаки, пока осада не была прорвана еврейскими силами в ходе операции «Бен-Ами».